# Evippa jabalpurensis
Evippa jabalpurensis är en spindelart som beskrevs av Gajbe 2004. Evippa jabalpurensis ingår i släktet Evippa och familjen vargspindlar. Inga underarter finns listade i Catalogue of Life.